# Конкордия (Бразилия)
Конкордия (порт. Concórdia)  —  муниципалитет в Бразилии, входит в штат Санта-Катарина. Составная часть мезорегиона Запад штата Санта-Катарина. Входит в экономико-статистический  микрорегион Конкордия. Население составляет 67 257 человек на 2007 год. Занимает площадь 797,260 км². Плотность населения — 84,35 чел./км².

## История
Город основан 29 июля 1934 года.

## Статистика
- Валовой внутренний продукт на 2005 составляет 1.304.250.000,00 реалов (данные: Бразильский институт географии и статистики).
- Валовой внутренний продукт на душу населения на 2005 составляет 19.657,00 реалов (данные: Бразильский институт географии и статистики).
- Индекс развития человеческого потенциала на 2000 составляет 0,849 (данные: Программа развития ООН).